# 雅凯亭

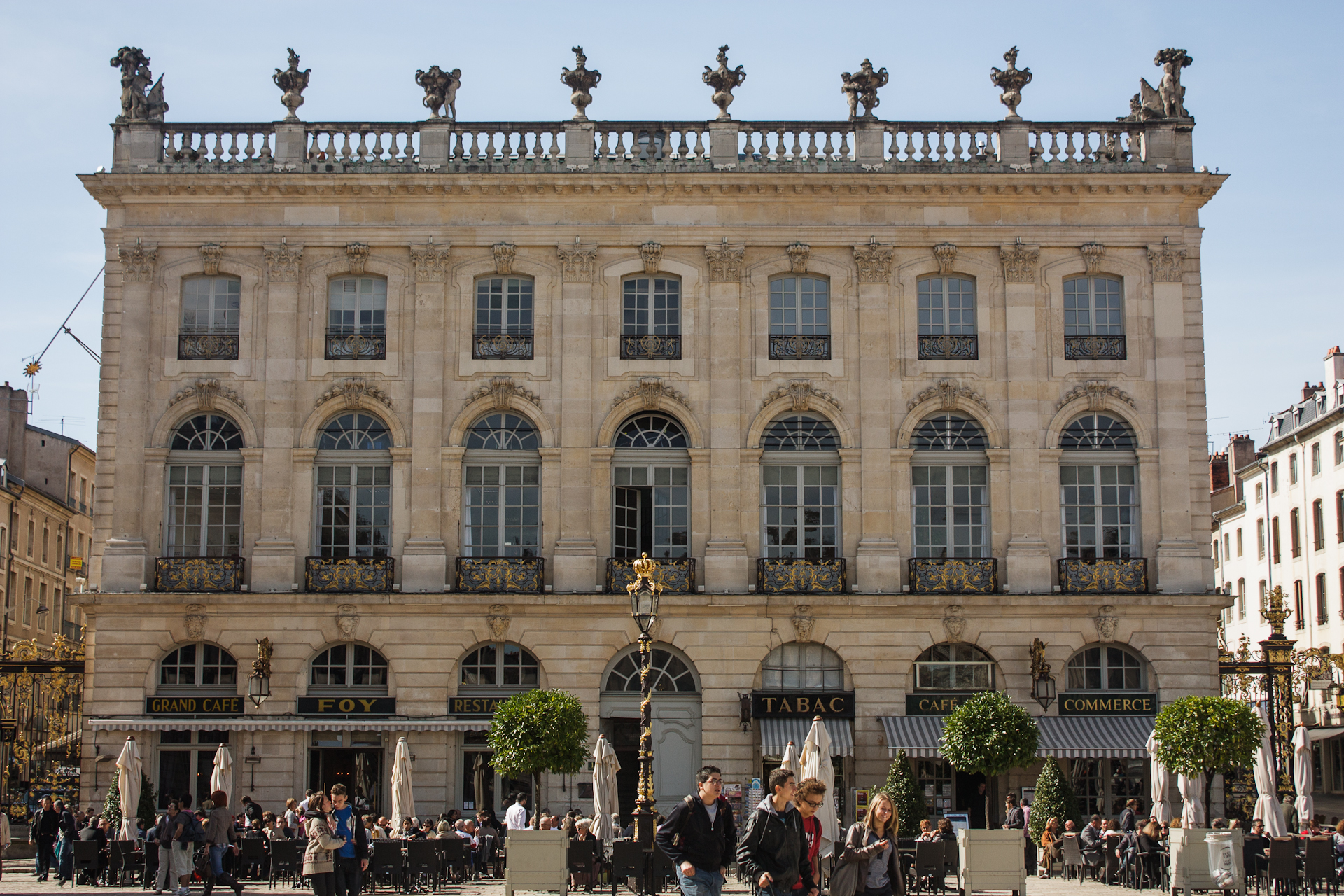
雅凯亭

雅凯亭（Pavillon Jacquet）是法国南锡的一座历史建筑，位于南锡市政厅左侧，斯坦尼斯拉斯广场1号，环绕广场的建筑全部由埃瑞（Emmanuel Héré）设计。
目前开设两个啤酒馆：Foy和Commerce。
1929年6月25日，该建筑的立面和屋顶列为法国历史古迹。现在是世界遗产项目的一部分。